# Де Фелипе, Педро
Педро Эухенио де Фелипе Кортес (исп. Pedro de Felipe; 18 июля 1944, Мадрид — 12 апреля 2016, там же) — испанский футболист, который играл на позиции центрального защитника.

## Клубная карьера
Де Фелипе родился в Мадриде и является воспитанником «Райо Вальекано», он подписал контракт с «Реал Мадридом» в 1964 году в возрасте 20 лет. В своём первом сезоне он провёл лишь четыре игры в Ла Лиге, но в следующих двух розыгрышах сыграл 45 матчей, в 1965/66 сезоне он выиграл Кубок европейских чемпионов УЕФА, проведя на турнире семь полных матчей.
28 сентября 1967 года после трёх игр с повреждённым мениском де Фелипе успешно перенёс операцию, проведя несколько месяцев без футбола. Тем не менее, ему удавалось оставаться в основе в течение двух из последних четырёх лет с «бланкос». Он покинул клуб в 1972 году и сыграл ещё шесть сезонов в высшем дивизионе с «Эспаньол», завершив карьеру в 34 года. В общей сложности он сыграл 247 матчей на протяжении 14 сезонов (без голов).
14 сентября 1969 года в Эль-Класико на «Сантьяго Бернабеу» де Фелипе, будучи чрезвычайно жёстким игроком, тяжело травмировал игрока «Барселоны» Мигеля Анхеля Бустильо. Последний сделал дубль в том матче (ничья 3:3), но из-за травмы так и не смог заиграть в «Барселоне».

## Карьера в сборной
17 октября 1973 года де Фелипе сыграл один матч за сборную Испании, проведя все 90 минут в товарищеской игре с Турцией в Стамбуле, матч завершился безголевой ничьей.

## Достижения
- Чемпионат Испании: 1964/65, 1966/67, 1967/68, 1968/69, 1971/72
- Кубок Испании: 1969/70, финалист 1967/68
- Кубок европейских чемпионов УЕФА: 1965/66